# التهاب الجلد التماسي
التهاب الجلد التماسي أو (اكزيما التماس) (بالإنجليزية: Contact dermatitis)‏ هو مصطلح يطلق على ردة فعل الجلد الناتجة عن التعرض للمهيجات والمحسسات لمرة واحدة أو لعدة مرات.

## الأعراض
تظهر أعراض التهاب الجلد التماسي على شكل احمرار وتهيج نتيجة التعرض لأجسام غريبة، على العكس من الحكة التماسية (contact uritcaria ) التي تظهر الأعراض بعد دقائق وتختفي بعد دقائق أو ساعات، بينما التهاب الجلد التماسي يحتاج إلى أيام أو أسابيع لكي تختفي الأعراض: إذا تم التعرض للمواد المسببة للألتهاب لفترة طويلة قد يصبح الألتهاب مزمنا.
أجزاء الجسم الأكثر عرضة لهذا النوع من الحساسية هي صيوان الأذن ومؤخرة الرقبة والرسغين والقدمين. تظهر الأعراض على شكل التهاب حاد أو شبه حاد في موضع التماس مع المادة المحسسة مع التأثير على مواضع أخرى بعيداً عن موضع التماس.
ممكن ظهور الأعراض (الحساسية) بعد سنوات عديدة من التعرض اليومي للمادة المحسسة من دون التسبب بأية أعراض، وهنا يصعب إقناع المريض بأن هذه المادة هي المشكلة ولو بعد الفحوصات الطبية.
في المراحل الأولى يكون الطفح الجلدي ملتهبا ويسبب حكة مع ظهور حويصلات مائية وبثور. وباستمرار التعرض للمادة يصبح الجلد جافا ومتشققا مع تكون قشور. وممكن أن تظهر أعراض حادة على الأعراض المزمنة، حساسية جلد اليدين شائعة ومزمنة في الأشخاص الذين لديهم حساسية للنيكل.

## الأنواع

### التهاب الجلد التماسي التحسسي
هو التهاب الجلد نتيجة لتعرضه لمادة محسسة سابقاً ينتج عنها ردة فعل للجسم عن طريق الليمفوسايت (نوع من كريات الدم البيضاء) .
التهاب الجلد التماسي التحسسي هو التهاب للجلد يظهر كدرجات متفاوتة من الاحمرار والودمة والتحوصل, وهو نمط آجل من الحساسية المحدثة عند ملامسة الجلد لمستأرج معين، ويكون الشخص قد حدث له تحسس سابق له.

## تولد المرض
نحو 3000 مادة كيماوية تم التأكد من أنها أسباب محددة لالتهاب الجلد التماسي، غالبية المواد التي تسبب التهاب الجلد التماسي لها وزن جزيئي صغير (أقل من 500 دالتون),الجزيئات الصغيرة للمادة الكيماوية المسببة لالتهاب الجلد التماسي يجب أن ترتبط ببروتين ناقل موجود على خلايا لارنغرهانس Langerhans cells, والموجودة ضمن الطبقة فوق القاعدية بالبشرة suprabasilar epidermis,خلايا لارنجنهانز هي الخلايا الموجودة بالجلد التي تتفاعل مع المستضد (مولد المضاد) عند اكتشاف أنه غريب عن الجسم وتطوقه، وتقدمه إلى الخلايا التائية، ولذلك سميت بخلايا التقديم للمستضد antigen-presenting cells, كما تفرز مواد مناعية هامة تساعد على تنشيط كل من الخلايا البائية B cells والتائية T cells لكريات الدم البيضاء اللمفاوية، لتتعامل مع هذا الجسم الغريب مثل مادة الإنترليوكين_2، والإنترفيرون، وعامل نمو الخلايا البائية.
خلايا لارنجنهانز تستطيع أن تهاجر من طبقة البشرة بالجلد إلى العقد اللمفاوية النازحة بالمنطقة، ويحتاج انتقالها إلى أوعية لمفاوية سليمة لإحداث التحسس للمادة الكيماوية.
الخلل بحواجز الفيلاجرين Filaggrin والتي تهيئ الأشخاص لحدوث التهاب الجلد التأتبي atopic dermatitis قد يهيئ أيضا لحدوث التهاب الجلد التماسي التحسسي وذلك من خلال السماح بنفاذية أكبر للناشبات haptens والتي هي عبارة عن جزيئات صغيرة، وهي تسبب استجابة مناعية فقط عندما تتحد مع جزئ كبير مثل البروتينات الناقلة.
يحتاج حدوث التحسس الأولي 10-14 يوم منذ التعرض الأولي لملامسة محسس قوي مثل اللبلاب السام poison ivy. عند تحسس الشخص من مادة كيماوية، فإن التهاب الجلد التماسي التحسسي يحدث خلال ساعات إلى أيام من التعرض لنفس المادة.
بعض الأشخاص يحدث لهم تحسس لمستأرجات allergens (مثل الكرومات الموجود بالأسمنت) بعد مستوى خفيف من التعرض المزمن لسنوات الذي ينتج عنه التهاب الجلد التماسي التهيجي الذي ينشأ بسبب الطبيعة القلوية للأسمنت.
تظل الخلايا التائية اللمفاوية للذاكرة memory T cells بالجلد بعد شفاء أعراض وعلامات التهاب الجلد التماسي التحسسي، وهذه الخلايا هي المسؤؤلة عن الاستجابة المناعية عندما يتعرض الشخص للمادة المحسسة مرة أخرى من خلال إفراز السيتوكاينات.

## انتشار المرض
تشير التقديرات في الولايات المتحدة إلى أن معدل انتشار المرض هو 14 حالة لكل 1000 شخص، كما يعتبر التهاب الجلد التماسي التحسسي ثاني أكثر الأمراض الجلدية انتشارا، ونحو 3% من المرضى يحدث لهم التهاب جلد تماسي تحسسي، يقدر انتشار المرض في السويد بنحو 2.7 حالة لكل 1000 شخص.
تشير إحدى الدراسات بهولندا إلى أن نسبة انتشار التهاب الجلد التماسي التحسسي باليد هي 12 حالة لكل 1000 شخص، يكون انتشار المرض بنسبة أكبر من انتشاره بين الرجال، وتكون أكثر الحالات بسبب الحساسية للنيكل.
التهاب الجلد التماسي التحسسي بسبب الأدوية الموضعية يكون أكثر انتشارا عند المرضى فوق عمر 70 سنة.
الاعتلالات والوفيات، يندر حدوث التهاب يهدد الحياة بسبب التهاب الجلد التماسي التحسسي.

## الأسباب
هذا النوع من حساسية الجلد شائع ويصيب 1-2% من الناس، نحو 25 مادة كيماوية تكون السبب وراء حدوث نصف حالات التهاب الجلد التماسي التحسسي. الحساسية للبلاب السام هو مثال تقليدي لحالات الإصابة بالتهاب الجلد التماسي التحسسي.
بعض الفئات أكثر عرضة للأصابة من غيرهم مثل مرضى الحالات الجلدية المزمنة يتحسسون للأدوية، وكذلك عمال البناء لتعرضهم للكروم . وعمال صناعة الجلود لتعرضهم للأصباغ المستخدمة في هذه الصناعة.
تجنب المحسس بعد التعرف عليه هو أهم شئ ولكن بعض الأحيان يكون صعبا . وخير مثال على ذلك هو مادة النيكل Nickle حيث أنه موجود في الأواني المنزلية وأدوات الطبخ والعملات الصلبة وأدوات الزراعة والمجوهرات والأثاث المنزلي والأدوات الميكانيكية والأدلة تفيد بأن وجود كميات ضئيلة في الغذاء كفيلة بظهور الأعراض.
يترتب على هذا مشاكل طبية قانونية في مكان العمل لتعرض العمال لهذه المواد المحسسة أثناء العمل. وقد عملت بعض الدول على إزالة الكروم من الاسمنت وصاحب ذلك هبوطا في نسبة التحسس للكروم النيكل. من الأسباب الهامة على مستوي العالم حيث يوجد في بعض الحلي، كما يتعرض له بعض المهنيين مثل مصففي الشعر، وعمال الصناعات المعدنية.
• قفازات اللاتكس المطاطية تسبب إصابة يشيع وجودها بظهر اليد.
• بعض صبغات الشعر تسبب إصابة على الأذن، ومناطق الوجه القريبة من الشعر.
• الملابس الجديدة من الممكن أن تكون أكثر في التسبب من الملابس التي تم غسلها لمرات حيث أن غسلها يزيل المستأرجات الموجودة بها.
• المواد الحافظة التي تضاف إلى مرطبات الجلد ومواد التجميل والعلاجات الموضعية للجلد.
• بعض المواد التي قد تدخل ضمن صناعة العطور.
• بعض الأشخاص يحدث لهم تحسس لمستحضرات الاستيرويد.
• قد يحدث عند بعض الأشخاص تحسس لمستحضرات طبية موضعية مثل النيومايسين، والجنتاميسين، والتوبراميسين.

## الحساسية ضد النيكل
يدخل معدن النيكل في سبائك براقة تستخدم في صناعة الحلي وأدوات الزينة والأزرار والنظارات . وتبلغ نسبة الأشخاص الذين لهم حساسية ضد تلك المصنوعات نحو 10 - 12 % من الناس . تبدأ البشرة لهؤلاء الأشخاص عند تلامسها بتلك المواد بالاحمرار والحكة، ثم تتدرن وتجف وتتقشر . والسبب في ذلك هو حساسيتهم للنيكل الموجود في تلك السبائك . عند تلامس النيكل بالعرق تنفصل من النيكل أيونات تتسبب في تلك الأعراض . ومنذ ان وضعت الهيئة الصحية للاتحاد الأوروبي في عام 2000 توصيات بتحديد كمية النيكل في معادن صناعة الحلي انخفضت معدل الإصابة بتلك الأعراض .
تتعرض النساء على الأخص لتلك الأعراض حيث يلبسن حلي مثل الحلقان والسلاسل مصنوعة من سبائك يدخل فيها معدن النيكل . كما توجد بعض أملاح النيكل في بعض مساحيق التجميل. وعلى الرغم من أن نسبة النيكل بها تكون قليلة ولا تتسبب في مشاكل لمعظم النساء والفتيات إلا أن بعضا منهم له حساسية زائدة لهذا المعدن . فعلى هؤلاء اللجوء إلى استخدام حلي مصنوعة من الذهب والفضة عوضا عن تلك المصنوعات الشائعة الرخيصة.
عند شعور الشخص بتلك الأعراض فيمكن للطبيب إجراء اختبارا جلدي للتأكد من حساسية الشخص لهذا النوع من المعادن . في العادة يستخدم الطبيب لاصقة محتوية على سلفات النيكل ويلصقها على الظهر . فإذا كان الشخص حساسا لها تظهر الأعراض خلال يومين أو ثلاثة أيام . في تلك الحالة يمتنع الشخص عن ملامسة واستخدام سبائك النيكل . ويتم العلاج بمراهم محتوية على الكورتيزون وتهدأ الأعراض سريعا.

## أجزاء الجسم والمواد التي تسبب لها الحساسية
- الوجه :مستحضرات التجميل- الروائح في الصابونات - النيكل - إطارات النظارات البلاستيكية - أدوية (مثل المضادات الحيوية في قطرات الأذن والعين) ,بالأضافة إلى حساسية الوجه من قطرة للعين تحتوي على المضاد الحيوي نيومايسين Neomycin
- فروة الرأس: أصباغ الشعر
- الفم: المواد المستخدمة في صناعة الأسنان الصناعية - بعض معاجين الأسنان.
- الرقبة وصيوان الأذن: النيكل المستخدم في صناعة المجوهرات والإكسسوارات .
- الرسغان :النيكل في الإسوارات أو حزام الساعة المعدني - الأصباغ المستخدمة في جلود جزام الساعة الجلد.
- اليدان: النيكل في الخاتم - المواد المحسسة في العمل مثل الاسمنت والمنظفات - اللانولين Lanolin في كريمات اليدين وبعض الأدوية والدبابيس والاطباق التي تحتوي على النيكل .

القدمان :الأصباغ في الجوارب والأحذية - الكروم والأصماغ المستخدمة في الأحذية.

## الفحوص
مزرعة فطرية لمسحة من الجلد، وفحص مجهري لعينة من المزرعة لاستبعاد وجود التهاب فطري.
اختبار الرقعة لتحديد الكيماويات التي يكون عند المريض تحسس لها، ويجري الاختبار بوضع كميات صغيرة من المواد الكيماوية
- التي يتوقع حدوث تحسس منها للمريض
- بتركيز مناسب ثم تغطيتها بطبقة غير منفذة لمدة يومين، ويكون الاختبار إيجابي عند ملاحظة أماكن احمرار وتورم في موضع المواد المسببة للتحسس.

عمل اختبار للمنتجات التي تحتوي على النيكل، والكرومات، والفورمالدهيد، وغيرها من المواد المسببة لمعرفة تركيز هذه المواد ومدي كفاية التركيز للتسبب، ويمكن استخدام شرائط test kits بالمنزل أو العمل لعمل هذه الاختبارات.
أخذ عينة من الجلد للفحص المجهري يكشف عن وجود خلايا كريات بيضاء بطبقة الأدمة وخاصة الخلايا اللمفاوية، ووجود ودمة بطبقة البشرة، وتختفي الودمة في الحالات المزمنة التي يظهر فيها زيادة في سمك طبقة البشرة.
العلاج
•التعرف على المادة المحسسة من التاريخ المرضي ويشمل مجال العمل (الوظيفة) والأدوية المستخدمة ووسائل الترفيه واستخدام المعلومات عن موضع الحساسية والمسببات المحتملة.
• اختبار حساسية الجلد وذلك بتعريضه لمواد محسسة شائعة على شكل لزقة للجلد ومن ثم قراءة النتيجة ومعرفة المحسس وتجنبه، تجنب المادة المحسسة بعد التعرف عليها هو حجر أساس العلاج ومعرفته من التاريخ المرضي ومراقبة المريض لنفسه وتدوين الأشياء التي تُظهر الأعراض أهم وأدق بكثير من الاختبار. يجب تحديد المواد التي يكون لدي المريض تحسس منها لتجنب حدوث التهاب الجلد التماسي التحسسي المزمن. ويمكن عمل قائمة بالمواد التي تشتمل على هذه المواد لحصرها وتجنب التعرض لها.
• يساعد عمل كمادات باردة للحالات الحادة - بمحلول ملحي saline أو خلات الألومونيوم aluminum acetate – في تخفيف الأعراض. وفي حالة إصابة جزء كبير من الجلد يمكن للمريض عمل حمام دافئ بدقيق الشوفان.
• المراهم التي تحتوي على مادة الكورتيزون تبقى أساس العلاج وخاصة في المراحل النشطة للحساسية.
• استعمال ضمادات مشبعة بمواد مهدئة للطفح الجلدي ذو الحويصلات أو الترشيح حتى تخف، ومن ثم استعمال مراهم الكورتيزون.
• قوة مادة الكورتيزون تختلف على حسب شدة الأعراض والموضع، مثل للوجه نستخدم التحضيرات الخفيفة مثل (كلوبيتاسون بيوتاريت Clobetasone Butyrate - EumovatE ) ولجلد اليدان والقدمان الأكثر سماكة نستخدم تحضيرات أقوى مثل (فلوسينالون أسيتانويد Fluocinolone Acetenoide - Synalar).
•	تناول مضادات الهستامين بالفم أو الحقن يساعد في التخفيف من الحكة الجلدية، وهناك أنواع مسكنة تستخدم ليلا مثل(diphenhydramine (Benadryl), hydroxyzine (Ataraxوأنواع غير مسكنة تستخدم نهارا مثل(cetirizine (Zyrtec), loratadine (Claritin), fexofenadine (Allegra.
• استعمال مستحضرات الاستيرويد يساعد في التقليل من الالتهاب.
• معدلات المناعة immunomodulators يمكن وصفها لبعض الحالات.
•	الحالات المزمنة تستفيد من العلاج بمستحضر السورالين psoralen مع الأشعة فوق البنفسجية طويلة الموجة UV-A.
•	استخدام مثبطات المناعة يكون نادر، وذلك في الحالات المزمنة الغير مستجيبة للعلاج والمنتشرة بالجسم.
•	يستخدم مستحضر دايسلفيرام disulfiram كعامل خالب chelating agent للتقليل من النيكل بالجسم للمرضى بالتهاب الجلد التماسي التحسسي الحاد بسبب النيكل.
المشورات الطبية
الكثير من الحالات يقوم بعلاجها طبيب الرعاية الصحية الأولية، الحالات المزمنة تحتاج مزيد من التقييم وعمل اختبار الرقعة.
الطعام 
تجنب الأطعمة التي تحتوي على مواد تسبب حالات شديدة من التهاب الجلد التماسي التحسسي.

## النشاط
المرضى بحالات حادة شديدة من التهاب الجلد التماسي التحسسي لا يستطيعون العمل ولو كان بصورة مؤقتة، غالبية المرضى بالتهاب الجلد التماسي التحسسي يناسبهم العمل الخفيف، مع تجنب التعرض للكيماويات التي يكون لديهم تحسس لها.

## المتابعة
لا يحتاج المريض دخول المستشفى إلا في حالات شديدة نادرة مثل التي يحدث فيها انتفاخ بالعين يؤثر على الرؤية.
غالبية الحالات يتم علاجها بالمنزل، أو مكان العمل.

## الوقاية
تجنب المريض التعرض للمواد التي لديه تحسس منها.
المضاعفات
حدوث عدوى.
زيادة تصبغ الجلد أو نقصه في موضع الإصابة.

## مصير المرض
تحدث عودة للمرض وخاصة في الحالات التي لا يتم التعرف فيها على المواد التي حدث للمريض تحسس منها، قد يحدث حزاز بسيط مزمن بسبب تكرار حك الجلد بموضع الإصابة، مصير المرض أفضل كلما تذكر المريض المواد التي يكون حساس لها، وكيفية تجنب تكرار التعرض لها.
تزويد المريض بأكبر قدر ممكن من المعلومات المتعلقة بالمادة الكيماوية التي يكون حساس لها، وكذلك تعريفه كل الأسماء المعروفة لهذه المادة الكيماوية، مع التركيزعلى أهمية معرفة المريض لمكونات كل مستحضر من مستحضرات التجميل قبل استعمالها موضعيا على الجلد.

## التهاب الجلد التماسي التهيجي
هو التهاب للجلد يظهر على شكل احمرار وودمة خفيفة وتقشر في الجلد، التهاب الجلد التماسي التهيجي هو استجابة غير محددة للجلد لمؤثر كيميائي مباشر الذي يسبب إطلاق وسائط التهابية بشكل رئيسي من الخلايا الجلدية التي هي عامل التآكل الذي يسبب موت مباشر للخلايا الجلدية، تظهر من خلال حروق كيميائية وتقرحات الجلدية.
المذيبات تسبب التهيج لانها تعمل على ازالة الدهون والزيوت من الجلد مما يزيد من كمية المياه المفقودة عبر الجلد. وهذا يجعل الجلد عرضة لزيادة التاثير المباشر للمواد السامة التي كانت في السابق أقل تاثير على الجلد.
Pkaهو مقياس تركيز مادة ما الذي يتم من خلاله تحديد المواد التي تسبب تهيجا للجلد؛ عندما يكون PKa للأحماض أقل من 4 وللقواعد أكثر من 8 تعتبر هذه المواد عالية التهيج.
تهيج الجلد يحفز الجلد ليصبح أكثر حساسية للمراهم والكريمات الموضعية، حيث تهيج الجلد للمواد المحسسة والمواد غير المحسسة يحفز هجرة خلايا لانجرهانز إلى الجلد وبالتالي نضوجها، لذلك عندما يتعرض الجسم لأي جسم غريب تقوم هذه الخلايا بتمثيل الجسم للخلايا البائية والخلايا التائية مما يؤدي ألى استجابة مناعية لذلك يصبح الجسم حساسا للكريمات الموضعية.
تفاقم التهاب الجلد التماسي التهيجي يؤدي إلى نشوء التهاب الجلد التماسي التحسسي من الادوية والقفازات المطاطية والكريمات الموضعية.
البشرة مع الطبقة الخارجية التي تتكون من خلايا ميتة تعمل كحاجز واقي للأنسجة الداخلية. إذا تم تدمير هذا الحاجز لإي سبب من الأسباب فإن التهاب الجلد (الاكزيما ) سوف يحدث. التهاب الجلد التماسي التهيجي يقسم النوعين حسب شدة المهيج:
- التهاب الجلد التماسي التهيجي الحاد هذا النوع من الألتهاب يحدث عندما يتعرض الجلد لمادة كيميائية سامة مثل حمض أو قاعدة، يظهر الطفح الجلدي بعد دقائق أو ساعات من التعرض للمهيج وتختفي بسرعة، تكون هذه الأعراض على شكل احمرار وحويصلات وتاكل في الجلد.
- التهاب الجلد التماسي التهيجي التراكمي المزمن:

هذا النوع هو الأكثر شيوعا، يحدث الألتهاب المزمن بعد التعرض المتكرر لمواد مهيجة بتركيز قليل مثل الشامبو والصابون. يحتاج الطفح الجلدي لأيام وأسابيع وربما سنين لكي يظهر، ويكون على شكل احمرار وحكة شديدة وتقشر في الجلد.
هذا الامر شائع في العديد من المهن التي غالبا ما يطلق عليها (العمل الرطب), مثل العاملين في الرعاية الصحية الذين يغسلون أيديهم من 20-40 مرة يوميا مما ينتج التهاب الجلد التراكمي.

## تولد المرض
يتضمن التهاب الجلد التماسي التهيجي خلايا البشرة والادمة وfibroblast cell وendothelial cell وأنواع مختلفة من خلايا الدم البيضاءالتي تتفاعل مع بعضها تحت تأثير السايتوكاينات (cytokine) والوسائط الألتهابية وخلايا الكيراتين التي تلعب دورا مهما في بدء وتطوير التهاب الجلد من خلال اطلاق السايتوكاينات (خلايا الكيراتين الثابتة في الجلد تطلق السايوكاينات بشكل مستمر).
العديد من العوامل البيئية (الاشعة فوق البنفسجية،وبعض المواد الكيميائية) تحفز خلايا الكيراتين على اطلاق السايتوكاينات مثل (interlukin-1,interlukin-8,interlukin-10,tumer necrosis factor)
يرتفع عدد خلايا الكيراتين بعد (48-96)ساعة من التعرض anionic emulsifying agent (sodium lauryl sulfate)المستخدم في الشامبو، علاج حب الشباب، معجون الأسنان .
جميع المهيجات تحفز نفس التسرب الخلوي في الأدمة لكن في البشرة هناك اختلاف في التسرب الخلوي تبعا لأختلاف المهيجات. الأشخاص الذين لديهم تاريخ في التهاب الجلد التأتبي معرضون لالتهاب الجلد التماسي التهيجي.
تقريبا كل مادة تسبب تهيج جلدي إذا تم العرض لها لفترة طويلة أو بتركيز عالي.
العوامل البيئية التي ترفع تأثير المهيجات :
1-الهواء الجاف واختلاف درجة الحرارة
الهواء الجاف يجعل الجلد أكثر عرضة للمهيجات الجلدية، الهواء الجاف وحده قد يكون كاف لأحداث اكزيما التماس
وكذلك ارتفاع درجة الحرارة من 20 مئوي إلى 43 مئوي يزيد من تأثير المهيج.
2-الماء 
التعرض المستمر للماء والتبخر المستمر للماء من الجلد ممكن أن تؤدي إلى تهيج الجلد من خلال جفاف الجلد، حتى الماء المقطر ثبت تجريبيا أنه يعمل على زيادة خلايا CD11c+ وneutrophilsفي البشرة:
3- المذيبات
يتعرض العديد من الافراد إلى المذيبات خصوصا خلال العمل ومن هذه المذيبات مثل الكحول والزيلين، التي تعمل على ازالة الدهون من الجسم مما ينتج التهاب جلدي تماسي مباشرمن المهيجات، التهاب الجلد التماسي من الكحول قد يكون تراكمي .
4-القفازات المطاطية
بعض القفازات ممكن أن تثير التهاب جلدي مباشر، معظم العاملين يحصل لهم تهيج من البودرة الموجودة في القفازات المطاطية.
5-كبريتات لوريل الصوديوم
تم العثور على هذه المادة الكيميائية في بعض الادوية الموضعية وأدوية حب الشباب، فضلا عن مجموعة واسعة من الصابون والشامبو وتستخدم كمهيج جلدي تجريبي في المختبرات .
6-حمض الهيدروفلوريك 
حروق حمض الهيدروفلوريك هي حالة طارئة حيث أنها مؤلمة جدا وصعبة جدا، لسوء الحظ حروق حمض الهيدروفلوريك هي الأكثر شيوعا في الأرقام.
7- القلويات 
سطح الجلد يكون عادة حمضي، لذلك القلويات مثل معظم أنواع الصابون تنتج تهيجا أكثر من تهيج العديد من الأحماض.

## انتشار المرض
التهاب الجلد التماسي التهيجي شائع في المهن التي تتضمن غسل متكررلليدين، وتعرض متكرر للماء والمواد الغذائية والمواد الكيميائية.
المهن العالية الخطورة تشمل التنظيف والرعاية الصحية في المستشفيات وإعداد الطعام وتصفيف الشعر .
تشير الدراسات إلى أن نسبة حدوث التهاب الجلد التماسي في ألمانيا 4,5حالة لكل 10,000بينما نسبة حدوث التهاب الجلد التحسسي4,1حالة لكل 10,000 وأن أعلى نسبة حدوث لالتهاب الجلد التماسي بشكل عام هي عند مصففين الشعر.
التهاب الجلد التماسي التهيجي شائع عند النساء أكثر من الرجال حيث نسبة حدوثه عند النساء ضعفي نسبة حدوثه عند الرجال، ارتفاع نسبة أكزيما اليدين عند النساء أكثر من الرجال هو بسبب عوامل بيئية ليس بسبب عوامل جينية
حيث تتعرض النساء لمهيجات جلدية بكميات عالية وذلك بسبب دورهم الكبير في التنظيف والعناية بالأطفال وتصفيف الشعر والتمريض.

## الفحوص
1-	عمل مزارع ميكروبية للحالات التي يحدث لها عدوى ميكروبية ثانوية.
2-	فحص العينة للفطريات باستخدام هيدروكسيد البوتاسيوم.
3-فحص الجلوبيولين المناعي إي بالدم serum immunoglobulin E يساعد غلى استبعاد وجود التهاب الجلد التأتبي.
4-	الفحص المجهري لعينة من الجلد المصاب تبين وجود ودمة، وتسفنج spongosis في طبقة البشرة، وزيادة الطبقة القرنية في الحالات المزمنة.

## العلاج
حجر الأساس في علاج التهاب الجلد التماسي التهيجي هوتجنب مهيجات الجلد قدر الاستطاعة’,وهناك علاجات أخرى مفيدة:
- التقليل من التعرض لللمياة، لان التعرض المتكرر للمياه يؤدي إلى جفاف الجلد وتدمير وظيفة البشرة، لذلك يجب التقليل من التعرض للمياه.
- استخدلم الكريمات ومرطبات الجلد التي تحتوي على السيراميدCERMIDE ,لان الاستخدام المتكرر لها يؤدي إلى المحافظة على البشرة كحاجز لتقليل تأثير المهيجات على الجلد، تجنب الكريمات التي تحوي على عطور لانها ربما تكون مهيجة للجلد.
- لان اليدان هي أكثر جزء في الجسم معرض للمهيجات، لذلك فان استخدام القفازات يساعد في التقليل من التعرض للمهيجات.
- الاستيرودات الموضعية(متوسطة- عالية الشدة)تساعد في تقليل الالتهاب والحكة.

مصير المرض
الأشخاص المصابون بالتهاب الجلد التأتبي هم أكثر عرضة للأصابة بالتهاب الجلد التماسي التهيجي.

## الوفيات
الوفاة من انخفاض الكالسيوم ربما تتاكد إذا 1% من الجلد تعرض بشكل كاف لحمض غير عضوي قوي وإذا لم يتم التعامل بشكل صحيح مع مضاعفات التهاب الجلد التماسي التهيجي.

## الوقاية
استمرار التعرض للمهيجات يؤدي إلى تفاقم التهاب الجلد التماسي التهيجي ونشوء التهاب الجلد التماسي التحسسي لذلك يجب على المريض تجنب التعرض للمهيجات قدر الاستطاعة.